# 岡本太郎著作集
『岡本太郎著作集』（おかもとたろう ちょさくしゅう）は、日本の芸術家、岡本太郎が1940年（昭和15年）から1979年（昭和54年）までに執筆した評論、エッセイ、発言記録などから編集された、全9冊からなる書籍である。講談社より1979年から1980年にかけて出版された。

## 概要
芸術家、岡本太郎が1940年から1979年までに執筆した芸術論、文化論、エッセイ、書簡、発言記録などから主要なものを選び、全9冊で構成された書籍で、岡本の文筆家としての初めての選集となった。各巻の口絵には岡本の絵画作品が原色版で掲載され、月報には各界の文化人によるエッセイや、収録された著作の初発表時における書評などが載録されている。造本はB6判の布装ハードカバー、箱入りの形態で、装幀も岡本自身が手がけており、全巻並べると箱の背に岡本の絵画作品『黒い太陽』が現われるようになっている。
「岡本太郎著作集」は、講談社より1979年10月から1980年6月にかけて毎月1冊ずつ刊行された。当時の定価は各巻2500円。1980年代半ばには絶版となったが、岡本の著述が大系的にまとめられ、その芸術の受容史をも窺い知ることのできる選集として、岡本の業績の再評価が進み、多数の著作が再刊されている現在においてもその評価は高い。

## 各巻の記事名
原本表記に基づき、各巻ごとに記事名を記載。著作が丸ごと収録された項は原著のタイトルのみを記載し、各巻の概要が掲げられた初出版時の帯文を付記した。なお、当著作集は原著に掲載されていた図版や写真の多くが割愛され、テキストを中心とした編集が施されている。また、表記は新字新かなに統一されている。

### 第1巻 今日の芸術
- 帯文:芸術はここちよさや技巧を排し、時代精神をこそ表現すべきだとする著者の復興期の革命的芸術論集。
- 口絵 「痛ましき腕」 (油彩、1937年)
- 第1篇 今日の芸術
- 第2篇 アヴァンギャルド芸術
- 第3篇 画文集アヴァンギャルド (抄録)

1. 詩とデッサン
2. パリ回想
3. アヴァンギャルドの歴史
4. アヴァンギャルドの精神
5. 対極主義

- 付記 収録本の序と跋
- 解説 「夜の会」の頃の岡本太郎 (埴谷雄高)
- 月報の内容

1. 戦後の岡本太郎 (瀬木慎一)
2. 「今日の芸術」を読んだ頃 (中原佑介)
3. 書評再録「今日の芸術」 (野間宏、日高六郎、安部公房、土門拳)
4. 岡本太郎の素顔 (瀧口修造)

- 第1巻の総ページ数:403ページ

### 第2巻 黒い太陽
- 帯文:世界と対峙しつつ制作を続ける芸術家の精神のドラマと、ピカソを始めとする前衛芸術家との魂の交歓を描く。
- 口絵 「明日の神話」 (油彩、1968年)
- 第1篇 黒い太陽
- 第2篇 青春ピカソ
- 第3篇 芸術家たち (当著作集のための独自編集)

1. 芸術家の人と作品
2. ピカソ芸術の世界観
3. 「イカロスの墜落」 ピカソと私
4. スキャンダリスト ダリ
5. クルト・セリグマン
6. カルダーのアトリエ
7. 特異な彫刻家 ジャコメッティ
8. レジェ作品のオプティミスム
9. アルプの思い出
10. アルプの手紙
11. アトランの死
12. ミロの透明な世界
13. メキシコの魂 シケイロス

- 第4篇 挑む (1977年出版の講談社版「画文集－挑む」よりテキスト部分)
- 解説 岡本太郎における芸術家の生きかた (栗田勇)
- 月報の内容

1. 太郎讃 (粟津潔)
2. 太郎パーティの一夜 (東野芳明)
3. 書評再録「黒い太陽」 (高階秀爾)
4. バファロー (岡本太郎)

- 第2巻の総ページ数:414ページ

### 第3巻 私の現代芸術
- 帯文:人間は木に登りそこなった、とする独特な視点から、皮相な伝統主義や浅薄な近代主義に破産宣告を迫る人生論的芸術論。
- 口絵 「裂けた顔」 (油彩、1980年)
- 第1篇 私の現代芸術 (抄録)

1. 人間は木にのぼりそこなった
2. 猿と人間の間
3. コンペイ党宣言
4. お答えいたします
5. 伝統とは何か
6. 勝手にしやがれ
7. 残酷について
8. 芸術の「現代」を超える

- 第2篇 芸術と人生 (当著作集のための独自編集)

「呪術誕生」
1. 呪術誕生
2. 生活の信条
3. 一匹の蟻
4. 死の本能－フロイト「快不快原理を超えて」
5. 「痛ましき腕」のころ
6. 無意味・笑い　森の掟
7. 坐ることを拒否する椅子
8. 梵鐘を作る
9. 誇り
10. いやな感じ

「原色の呪文」
1. 運命に生きる
2. 絵画の価値転換
3. 夜の会
4. 芸術観－アヴァンギャルド宣言
5. わが裏切りの芸術
6. わがレアリテ
7. 芸術とデザイン
8. 芸術と遊び－危機の接点

「対極」 (1979年出版の平凡社版「岡本太郎」序文)
- 第3篇 現代芸術入門 (当著作集のための独自編集)

1. 現代芸術の背後にあるもの
2. テーマと造形
3. 目的としての絵画、手段としての絵画

- 解説 眼の人の思想 (大岡信)
- 月報の内容

1. 岡本太郎－大貫泰の思い出と重ねて (辻邦生)
2. 書評再録「私の現代芸術」 (勅使河原蒼風、寺山修司)
3. ブラヴィッシモ・オカモティズモ (大島辰雄)

- 第3巻の総ページ数:414ページ

### 第4巻 日本の伝統
- 帯文:伝統とは創造であり、エネルギーであらねばならないとする著者の、日本文化の伝統についての価値体系の組みかえの書。
- 口絵 「千手」 (油彩、1965年)
- 第1篇 日本の伝統 (原著から序文を割愛)
- 第2篇 日本再発見－芸術風土記
- 第3篇 日本礼賛 (「今日をひらく－太陽との対話」より抜粋)

1. 日が生まれ変わる
2. 開発か保存か
3. はにわ
4. 舞楽
5. 東寺
6. 甲冑
7. 武蔵野
8. 石ぼとけ
9. 東海道五十三次

- 解説 岡本太郎と日本の伝統 (中村雄二郎)
- 月報の内容

1. 縄文文化のエネルギー (樋口清之)
2. 浄と不浄と (上田正昭)
3. 書評再録「日本の伝統」 (山本太郎）、「日本再発見」 (南博、出口裕弘)

- 第4巻の総ページ数:414ページ

### 第5巻 神秘日本
- 帯文:本土復帰以前の沖縄に古代日本の息吹きを見出し、学んだ著者が、そのしなやかな文化の流れを本土のなかに探る精神の漂流。
- 口絵 「哄笑」 (油彩、1972年)
- 第1篇 沖縄文化論－忘れられた日本 (1972年出版の中公叢書版)
- 第2篇 神秘日本

増補：出羽三山紀行－羽黒山・月山・湯殿山 (「今日をひらく－太陽との対話」より抜粋)
- 付録 収録本の序と跋
- 解説 神秘にいどむ文化史観 (奈良本辰也)
- 月報の内容

1. 地球にひとりだけの人 (司馬遼太郎)
2. 岡本太郎と沖縄 (谷川健一)
3. 書評再録「沖縄文化論」 (金子光晴、神島二郎、河上徹太郎)、「神秘日本」 (大江健三郎、三浦朱門)

- 第5巻の総ページ数:414ページ

### 第6巻 美の呪力
- 帯文:美術史を教養主義の束縛から解き放ち、全人類史的スケールで再構築しようとする大交響楽的人間学。
- 口絵 「赤い顔」 (油彩、1979年)
- 第1篇 美の呪力－わが世界美術史

増補：仮面脱落
- 第2篇 日本列島文化論 (泉靖一との対談、1969年)

増補：オリエントへの問い (江上波夫との対談、1971年)
- 付記 収録本の序と跋
- 解説 混沌の中の「美」と「聖」 (ピエール・クロソウスキー述、久米博訳)
- 月報の内容

1. 岡本さんとの出会い (川添登)
2. 書評再録「美の呪力」 (巖谷大四)、「日本列島文化論」 (青木保)
3. 社会学者 岡本太郎 (久米博)

- 第6巻の総ページ数:403ページ

### 第7巻 母の手紙
- 帯文:父一平、母かの子という芸術家一家の濃密な精神の交流と、多感な青年時代からの自伝的エッセイ集。
- 口絵 「記念撮影」 (油彩、1975年)
- 第1篇 母の手紙 (1950年出版の月曜書房版)
- 第2篇 父母のこと (当著作集のための独自編集)

1. おやじ
2. 父の遺産
3. 父母の生涯
4. かの子文学の鍵
5. 母と私

- 第3篇 人生との対話 (当著作集のための独自編集)

1. 幼少期の思い出
2. パリ生活のころ
3. 青春回想
4. わが二等兵物語
5. 人生雑感

- 解説 聖家族の経典 (瀬戸内晴美)
- 月報の内容

1. ゴッホの悲劇の黒い炎 (野間宏)
2. 岡本太郎さんのこと (矢野健太郎)
3. 岡本一平・岡本かの子略歴 (磯貝勝太郎、瀬戸内晴美)

- 第7巻の総ページ数:414ページ

### 第8巻 岡本太郎の眼
- 帯文:くもりないレンズのような眼の前では現実の虚偽や装飾は正体を暴露されてしまう。著者の鋭い文明批評的エッセイ集。
- 口絵 「眼と眼－コミュニケーション」 (油彩、1980年)
- 第1篇 岡本太郎の眼
- 第2篇 今日をひらく－太陽との対話 (原著の第1章および第3章)

1. 残酷な青春
2. 動き、感じ、考える

- 第3篇 岡本太郎の挑戦するスキー 白い世界に燃える歓び (原著の第1章および第2章)

1. 四十六歳からのスキー
2. 私のスキー史

- 第4篇 にらめっこ (原著の第1章および第4章より抜粋)

1. 食べ物に挑む
2. 男女一体

- 解説 太陽の塔 そして (小松左京)
- 月報の内容

1. 岡本太郎さん (斎藤茂太)
2. 読者の声 (当著作集の愛読者カードに寄せられた読者の声)
3. 岡本太郎 (梅原猛)

- 第8巻の総ページ数:446ページ

### 第9巻 太郎対論
- 帯文:類まれな個性同士の火花の散らしあいのなかから、芸術、文学、政治状況などへの卓越した予見を探る知の饗宴。
- 口絵 「眼の樹」 (油彩、1978年)
- 第1篇 芸術について (対談記録から各篇のテーマ別に編集、対談年を付記、以下同)

1. 岡本太郎の芸術 (安部公房、1955年)
2. 鳥の話 (花田清輝、1962年)
3. 絵画と音楽 (鍵谷幸信、1979年)
4. 世界芸術の運命 (アンドレ・マルロー、1973年)

- 第2篇 古代日本の再発見

1. 縄文文化の謎を解く (江坂輝彌、1978年)
2. 忘れられた縄文の心 (梅原猛、小松左京、1974年)
3. 稲作文明を探る (司馬遼太郎、1973年)
4. 神と祭りに見る始原 (石田一良、1970年)

- 第3篇 文化と文明

1. 文化の空洞化時代に生きる (川添登、1977年)
2. 都市・文明・芸術 (磯崎新、1965年)
3. 叛逆と反抗 (谷川健一、1969年)
4. 冒険の精神を (桑原武夫、1967年)
5. 人間の根源的な生命力 (梅棹忠夫、1978年)

- 第4篇 生きる・貫く

1. 芸術の創造はスキーの世界に通ず (石原慎太郎、1966年)
2. おとこ・おんな (円地文子、1964年)
3. 日本映画は世界のチャンピオンになれる (市川崑、1963年)
4. カラーよりも白黒にある写真のリアリティ (安岡章太郎、1974年)
5. 新版 学問のすすめ (無着成恭、1974年)

- 岡本太郎年譜
- 月報の内容

1. 岡本太郎著作集総目次

- 第9巻の総ページ数:444ページ

## 出版記録
括弧内は出版当時の書籍コード。
- 第1巻 「今日の芸術」 1979年10月20日　(0370-432218-2253)
- 第2巻 「黒い太陽」 1980年3月31日 (0370-432227-2253)
- 第3巻 「私の現代芸術」 1980年4月30日 (0370-432236-2253)
- 第4巻 「日本の伝統」 1979年11月30日 (0370-432245-2253)
- 第5巻 「神秘日本」 1979年12月20日 (0370-432254-2253)
- 第6巻 「美の呪力」 1980年1月30日 (0370-432263-2253)
- 第7巻 「母の手紙」 1980年2月29日 (0370-432272-2253)
- 第8巻 「岡本太郎の眼」 1980年5月31日 (0370-432281-2253)
- 第9巻 「太郎対論」 1980年6月30日 (0370-432290-2253)